# کریستین مگی
کریستین مگی (انگلیسی: Christine Magee؛ زادهٔ ۷ نوامبر ۱۹۵۹) کارآفرین اهل کانادا است، که در سال ۱۹۹۴ شرکت اسلیپ کانتری کانادا را تأسیس کرد.